# لی کولکین
لی کولکین (انگلیسی: Lee Colkin؛ زادهٔ ۱۵ ژوئیهٔ ۱۹۷۴) بازیکن فوتبال اهل بریتانیا است.
از باشگاه‌هایی که در آن بازی کرده‌است می‌توان به باشگاه فوتبال استراتفورد تاون، باشگاه فوتبال هاکنال تاون، باشگاه فوتبال برتون آلبیون، باشگاه فوتبال آترستون تاون، باشگاه فوتبال مورکم، باشگاه فوتبال الیس‌تاون، باشگاه فوتبال بارول، باشگاه فوتبال کترینگ تاون، باشگاه فوتبال استمفورد، باشگاه فوتبال تاموورث، باشگاه فوتبال گرنثم تاون، باشگاه فوتبال نورث‌همپتون تاون، و باشگاه فوتبال لیتون اورینت اشاره کرد.